# Forn del coll del Guix
Forn del coll del Guix és una obra de Pratdip (Baix Camp) inclosa a l'Inventari del Patrimoni Arquitectònic de Catalunya.

## Descripció
En l'actualitat es troba parcialment enderrocat, però es conserven restes de la part inferior dels murs, bastits amb pedra seca.
La cocció de la pedra per a l'obtenció de guix es produeix a temperatura més baixa que altres com el calç o el maó (200 °C respecte a 1000 °C). Això influeix en la construcció del forn de guix, i les característiques poden ser molt diverses en funció de les singularitats de cada forn: les mides varien, poden estar tapats o no, etc.
Es solen construir en pendent i excavats en el terreny, de manera que per la part baixa s'accedia a l'olla on es cremava la llenya, i per l'alta a la càrrega.